# سيد بن طاووس
السيد رضي الدين علي بن موسى بن جعفر بن طاووس المعروف بالسيد ابن طاووس من أحفاد الإمامين الحسن المجتبى والسجاد ومن كبار شخصيات الشيعة وعلماء الإمامية، صاحب المصنفات الكثيرة ومنها: المهمات والتتمات، كشفة المحجة لثمرة المهجة، مصباح الزائر وجناح المسافر، اللهوف على قتلى الطفوف ومهج الدعوات ومنهج العبادات. تلمّذ على يديه كبار العلماء منهم العلامة الحلي ووالده الشيخ يوسف سديد الدين. لقّب بجمال العارفين؛ لشدّة ورعه وتقواه وحسن سجاياه الأخلاقية وحالاته العرفانية.

## ولادته
ولد السيد أبو القاسم علي بن موسى بن جعفر بن محمد بن طاووس الحلّي الملقب برضي الدين يوم الخميس ليلة النصف من شهر محرم الحرام سنة 589 هـ ق في مدينة الحلة في وسط العراق.

## نسبه
أنهى السيد ابن طاووس نسبه إلى الإمام الهمام الحسن السبط الزكي بثلاث عشرة واسطة، وإنما لقب بالطاووس لان أحد أجداده وهو السيد أبو عبد الله أحمد بن محمد كان مليح الصورة وقدماه غير مناسبة لحسن صورته.
والده السيد موسى بن جعفر من كبار المحدثين ضبط الأحاديث التي رواها في قصاصات ورقية ثم جمعها ابنه تحت عنوان فرحة الناظر وبهجة الخاطر مما رواه والدي موسى بن جعفر.
إما جدّه لأمّه فهو ورّام بن أبي فراس من كبار علماء الإمامية. كما ينتسب ابن طاووس إلى الشيخ الطوسي من جهة المصاهرة بين جدّه السيد جعفر والشيخ الطوسي على إحدى ابنتيه، ومن هنا تراه يعبر عن الشيخ الطوسي بجدّي الشيخ.
كذلك ينتسب إلى الحسين بن علي من جهة السيدة أم كلثوم بنت الإمام السجاد. ومن هنا يسمّى بـ«ذي الحسبين» أيضا.

## دراسته
تلمذ السيد ابن طاووس مقدمات العلوم على يد والده وجدّه ورام بن أبي فراس في مدينة الحلة.
وقد تميز بحدة ذكائه وتفوقه على أقرانه في تحصل العلوم حتى قال في كشف المحجة: «فإنني اشتغلت بعلم الفقه وقد سبقني جماعة إلى التعليم بعدة سنين فحفظت في نحو (سنة) ما كان عندهم وفضلت عليهم بعد ذلك بعناية ربّ العالمين».
ثم أضاف: «وإني لأعلم أنني اشتغلت في (تحصيل الفقه) مدّة سنتين ونصف على التقريب والتقدير وما بقيت أحتاج إلى ما في أيدي الناس لا قليل ولا كثير وكلما اشتغلت بعد ذلك فيه ما كان لي حاجة إليه إلا لحسن الصحبة والأنس والتفرع فيما لا ضرورة إليه».

## أسفاره ورحلاته
سافر السيد ابن طاووس من الحلة متوجها صوب الكاظمية سنة 625هـ ق فتزوج هناك وسكن بغداد مدة خمسة عشر عاماً قضاها بالتدريس وتربية الطلاب في شتّى العلوم.

### الرجوع إلى الحلة
تعرّض لضغوط من قبل الخلافة العباسية تحثه على تسلم بعض المواقع الحكومية مما اضطره لترك بغداد والرجوع إلى موطنه الأم الحلة.

### سفره إلى طوس والنجف وكربلاء
جاور السيد رضي بن طاووس مرقد الإمام الرضا ثلاث سنين توجّه بعدها إلى النجف وكربلاء وبقي في كل واحدة منهما ثلاث سنين، اشتغل فيها بالإضافة إلى تربية التلاميذ والطلاب وتدريس شتّى العلوم، بشأن الإعداد الروحي والسير والسلوك العرفاني.
وقد صنّف في كربلاء كتابه كشف المحجة كوصية لأبنائه.

### سفره إلى بغداد
في عام 652 هـ ق قام السيد ابن طاووس بآخر رحلة في حياته متوجها فيها صوب بغداد وتسنم هناك منصب نقابة الطالبيين.

## نقابة الطالبيين
تولّى السيد ابن طاووس نقابة الطالبيين سنة 661 ه‍، وبقي نقيبا إلى أن وافاه الأجل يوم الاثنين المصادف للخامس من ذي القعدة سنة 664 ه‍ وكان قد رفض طلب المستنصر العباسي للتصدي للوزارة أو نقابة الطالبيين متذرعا بأن العمل وفقا لرغبات الخليفة يؤدي لإخلال العلاقة مع الله تعالى والعلاقة مع الله واتباع ما أراد يزعج الوزاء والمقربين من الخليفة!.
ولعل السيد أراد أن يوصل رسالة غير مباشرة للخليفة بأن الحكم العلوي لابد أن يكون بهذه الطريقة خلافاً لطريقة غيرهم من الحكم.
وتعدّ نقابة السادة الطالبيين من المناصب التي تحتاج إلى مؤهلات علمية واجتماعية رفيعة وبإحاطة بالفقه الإسلامي لمّا يقع على النقيب من مهام كبرى قضائية واجتماعية وأخلاقية لحلّ المشكلات ومدّ يد العون للفقراء والمعوزين و... ومن هنا ذهب بعض أعلام الشيعة كالشيخ المفيد إلى القول بأنّ نقيب الطالبيين يُفوض إليه من قبل الإمام الحجة لا من قبل الظالمين والجبابرة ولا من أي موقع اجتماعي أو سياسي آخر.

## وفاته
عاد السيد ابن طاووس في الأيام الأخيرة من حياته إلى موطنه الأم الحلّة لتكون آخر موطن يقطنه قبل وفاته في الاثنين الخامس من ذي القعدة سنة 664 هـ عن عمر ناهز الخامسة والسبعين ونقل جسده– بوصية منه- إلى النجف ليوارى الثرى هناك في العتبة العلوية.

## مشايخه
تلمّذ السيد ابن طاووس على الكثير من الأعلام، هم:
1. جدّه السيد موسى بن جعفر
2. جدّه لأمّه ورّام بن أبي فراس الحلي
3. ابن نما الحلي
4. فخار بن معد الموسوي

## تلامذته
تمكن السيد ابن طاووس من تخريج الكثير من العلماء والفضلاء، منهم:
1. والد العلامة الحلي الشيخ سديد الدين الحلي.[9]
2. العلامة الحلي.[9]
3. الحسن بن داود الحلي.[9]
4. عبد الكريم بن أحمد بن طاووس.[9]
5. علي بن عيسى الإربلي وغيرهم...

## أقوال العلماء في حقه
وصفه تلميذه العلامة الحلي في إجازته الكبيرة بقوله:« كان رضي الدين علي صاحب كرامات حكي لي بعضها وروى لي والدي رحمة الله عليه البعض الآخر».
ووصفه العلامة المجلسي بقوله: «السيد النقيب الثقة الزاهد جمال العارفين و....».
وقال المحدث القمي في حقه:«السيد رضي الدين أبو القاسم عالم تقي زاهد إمام العارفين ومصباح المتهجدين، صاحب الكرامات طاووس آل طاووس».

## نقابة العلويين
عرضت عليه نقابة العلويين مرة ثانية فوليها ثلاث سنين وأحد عشر شهرا إلى أن توفي، وكان ابتداء توليه لها سنة 661 هـ  واستمرت النقابة في عقبه من بعده، ولما ترك النقابة جلس في مرتبة خضراء، وكان الناس بعد كارثة المغول قد رفعوا السواد (شعار العباسيين) ولبسوا اللباس الأخضر، فقال الشاعر علي بن حمزة العلوي يهنئه :

## مصنّفاته
صنّف السيد ابن طاووس ما يقرب من خمسين مؤلفاً أغلبها في الدعاء والزيارات، وكان عنده مكتبة تحتوي على 1500 كتاب انتهل منها في تدوين مصنّفاته، وقد طبع الكثير من مصنفاته وما يزال البعض الآخر منها مخطوطات لم تطبع.

### المطبوع منها
وهي عبارة عن:
- عشرة مجلدات لكتاب المهمات والتتمات، يقع كل مجلد منها في موضوع خاص، منها:

1. فلاح السائل
2. زهرة الربيع
3. جمال الأسبوع
4. إقبال الأعمال وغيرها...

وقد صنّفها السيد تتميماً لكتاب مصباح المتهجد الذي صنّفه الشيخ الطوسي.
- كشف المحجة لثمرة المهجة. وهو وصيته لولديه محمد وعلي وإجازته لهما ولأختهما وإرشادهم إلى طريق السير والسلوك على ما ارتضاه الشارع لهم.
- إجازة السيد ابن طاووس مع المجلد الخامس والعشرين والسادس والعشرين من بحار الأنوار.
- الإقبال لصالح الأعمال.
- أمان الأخطار في وظائف الأسفار.
- جمال الأسبوع بكمال العمل المشروع.
- الدروع الواقعية من الأخطار فيما يعمل كل شهر على التكرار.
- سعد السعود.
- الطرائف في معرفة مذاهب الطوائف.
- كشف المحجة لثمرة المهجة، وقد شرح هذا الكتاب الفيض الكاشاني وتوجد نسخة من هذا الشرح في مكتبة مجلس الشورى السابق.
- المجتني في أدعية المجتبي.
- محاسبة النفس.
- مضمار السبق.
- الملاحم والفتن.
- اللهوف علي قتلي الطفوف.
- مهج الدعوات ومنهج العبادات.
- فلاح السائل ونجاح المسائل.
- مصباح الزائر.
- اليقين باختصاص مولانا علي بإمرة المؤمنين.
- غياث سلطان الورى لِسُكّان الثرى.
- فرج المهموم في تاريخ علماء النجوم.
- الطرف من الأنباء والمناقب.
- فتح الأبواب بين ذوي الألباب ورب الأرباب.

### المخطوط منها
هناك بعض المؤلفات الخطّية للسيد ابن طاووس لم تطبع بعد، هي:
- ربيع الشيعة، موجود في مكتبة وزيري بمدينة يزد الإيرانية.
- إلزام النواصب بإمامة علي بن أبي طالب، المكتبة الوطنية بطهران.
- الحجّة، توجد نسخة منه في مكتبة العتبة الرضوية.
- منتخبات أسرار الصلاة، مكتبة مجلس الشوري الإيراني.
- الإبانة في معرفة أسماء كتب الخزانة.
- أسرار الصلاة.
- السعادات بالعبادات التي ليس لها وقت معلوم في الروايات.
- فرحة الناظر وبهجة الخواطر.
- شرح نهج البلاغة.
- المصرع الشين في قتل الحسين .
- المزار، في أبواب آداب السفر وزيارة الإمام الحسين.

## الهوامش
1. 1 2  ملف استنادي دولي افتراضي (باللغات المتعددة), دبلن: مركز المكتبة الرقمية على الإنترنت, OCLC:609410106, QID:Q54919
2. ↑  موارد الإتحاف، ج1، ص107و 108.
3. ↑  القمي، الكنى والألقاب، ج1، ص341.
4. ↑  روضات الجنات، الخوانساري، ج4، ص 325.
5. ↑  شهيدي گلپايگانی، ص14.
6. ↑  السيد بن طاووس، علي بن موسى؛ كشف المحجة، ص294.
7. ↑  كشف المحجة لثمرة المهجة، ص127- 128، منشورات المطبعة الحيدرية في النجف 1370 هج – 1950م.
8. ↑  المفيد، المقنعة، ص812.
9. 1 2 3 4  آقا بزرگ، ص117.
10. ↑  بحار الأنوار، ج107، ص63 و64.
11. ↑  بحار الانوار، ج 1، ص 12...
12. ↑  القمي، الشيخ عباس، الفوائد الرضوية في أحوال علماء مذهب الجعفرية، ج1، ص542.
13. ↑  بحار الأنوار 107 : 44

## وصلات خارجية
- السيد ابن طاووس
- السيد بن طاووس
- حياة وآثار السيد بن طاووس
- مفاخر المدرسة الإسلامية - القرن السابع الهجري/ رضي الدين بن طاووس
- رواد التقريب: السيد ابن طاووس
- الإمام المهدي والسيد بن طاووس